# Сахалинский эксперимент
Сахалинский эксперимент (также Климатический эксперимент, Углеродный эксперимент, Сахалинский климатический эксперимент, Сахалинский зелёный эксперимент) — проводимый в России эксперимент по достижению углеродной нейтральности в отдельно взятом регионе, которым выбрана Сахалинская область.
Эксперимент стартовал 1 сентября 2022 года и продлится до 31 декабря 2028 года. Основной целью является достижение углеродной нейтральности в регионе к концу 2025 года. Оставшееся время будет посвящено анализу результатов и разработке стратегий для масштабирования опыта на другие регионы России.

## Описание проекта

### Цели и задачи
Целью Сахалинского климатического эксперимента заявлено достижение к 2025 году полной углеродной нейтральности для Сахалинской области. Согласно законодательной базе, его основные задачи — стимулировать внедрение технологий сокращения выбросов парниковых газов, а также увеличить их поглощение, сформировать систему обращения углеродных единиц и единиц выполнения квоты, а также их независимой верификации.
Для выполнения этих задач региональные власти разработали комплексную климатическую программу, в рамках которой предусмотрены следующие меры:
- 100-процентная техническая газификация области, в том числе перевод на газ 145 угольных котельных, газификация свыше 37 тыс. домовладений и 157 предприятий[2];
- повышение энергоэффективности и развитие проектов энергосбережения[2];
- увеличение доли получения электроэнергии из возобновляемых источников[2];
- перевод 50 % транспорта на экологически чистые виды топлива, в том числе водородного[2];
- запуск инфраструктуры по вторичной переработке отходов (в том числе раздельный сбор 60 % к конце 2025 года)[3];
- рекультивация земель;
- реализация природных климатических проектов[4][5][6].

### Место проведения и участники
Сахалинская область была выбрана в качестве полигона для проведения регионального климатического эксперимента по ряду причин: благодаря географической изолированности Сахалина и закрытости его экосистемы можно относительно точно оценить объёмы эмиссий парниковых газов, а также измерить эффект от внедрения мер по их сокращению и поглощению. Регион также отличается низкой плотностью населения и значительными лесными массивами, что способствует высокому уровню естественного поглощения антропогенных выбросов. По данным 2021 года, при годовых выбросах около 12,3 млн тонн CO2 естественное поглощение в регионе составляло 11,1 млн тонн.
Список организаций-участников эксперимента был утверждён распоряжением правительства Сахалинской области № 660-р от 27 сентября 2022 года. В него вошли 50 региональных регулируемых организаций и коммерческих предприятий, чьи выбросы превышают 50 тыс. тонн CO2 в год. Планируется, что с 2025 года порог для участия снизится до 20 тыс. тонн эмиссий в год, что позволит включить большее количество компаний..

### Нормативно-правовое регулирование
Сахалинский эксперимент проходит в соответствии с Федеральным законом от 06.03.2022 N 34-ФЗ «О проведении эксперимента по ограничению выбросов парниковых газов в отдельных субъектах Российской Федерации», который вступил в силу 1 сентября 2022 года.
Нормативно-правовую базу эксперимента составляют:
- Федеральный закон «Об ограничении выбросов парниковых газов» от 2 июля 2021 года N 296-ФЗ «Об ограничении выбросов парниковых газов».
- Распоряжение Правительства Сахалинской области от 27 сентября 2022 года № 660-р «Об утверждении перечня региональных регулируемых организаций»[11].
- Постановление Правительства Сахалинской области от 28 ноября 2022 года N 551 «Об утверждении программы проведения эксперимента по ограничению выбросов парниковых газов на территории Сахалинской области»[13].

### Сроки
Изначально эксперимент планировалось проводить с 1 марта 2022 года по 31 декабря 2028 года. Основной результат — достижение углеродной нейтральности — должен быть достигнут к 2025 году, а оставшееся время будет использовано для анализа и обобщения результатов. Однако в процессе обсуждения и принятия ключевого законопроекта во втором чтении Государственная дума перенесла дату начала эксперимента на 1 сентября 2022 года. Это решение объяснялось необходимостью доработки нормативно-правовой базы. Финальная дата завершения эксперимента осталась неизменной.

## Ход эксперимента
В 2020 году власти Сахалина объявили о планах достичь углеродной нейтральности к 2025 году. В июле 2021 года Министерство экономического развития РФ представило правительству законопроект о внедрении экспериментального углеродного регулирования в Сахалинской области. Этот документ предусматривал проведение инвентаризации выбросов и поглощений парниковых газов, введение квотирования выбросов и более строгой по сравнению с федеральным уровнем углеродной отчётности.
В том же 2021 году Институт глобального климата и экологии провёл исследование по заказу Федеральной службы по гидрометеорологии и мониторингу окружающей среды, оценив выбросы и механизмы поглощения парниковых газов на Сахалине за 2019 год. Итоги работы включали данные о ежегодной эмиссии (12,33 млн тонн CO2-эквивалента) и поглощении (11,07 млн тонн), а также разницу, которую предстоит компенсировать в рамках эксперимента (1,25 млн тонн, около 10 %). Был также создан кадастр компаний-эмитентов.
Закон о Сахалинском климатическом эксперименте вступил в силу 1 сентября 2022 года.
По итогам 2022 года Сахалин занял первое место в рейтинге субъектов России по управлению программами устойчивого развития, составленном Национальным рейтинговым агентством. На международной конференции по климату в Египте в 2022 году Сахалинский эксперимент был признан одной из лучших российских практик в области климатической политики.
В июне 2023 года «Росатом» выполнил первые контракты на верификацию данных по выбросам предприятий региона.
В сентябре 2023 года были утверждены квоты на выбросы для 35 компаний. При этом Минэкономразвития объявило, что до завершения эксперимента другие регионы (Республика Башкортостан, Хабаровский край, Иркутская и Калининградская области), ранее изъявлявшие желание участвовать, не будут включены в проект.
Первая оценка выполнения эмиссионных квот запланирована на лето 2025 года.

## Институты и инструменты

### Квоты и рынок углеродных единиц
Эксперимент предусматривает установление индивидуальных квот для эмитентов и создание прототипа внутреннего рынка углеродных единиц. С 1 сентября 2022 года предприятия получили возможность торговли «углеродными единицами», с предусмотренным штрафом в 1 тыс. рублей за превышение квоты на каждую тонну CO2-эквивалента. Однако эксперты указывают на недостатки механизма: квоты предлагаются самими промышленниками, а их объём не корректируется в зависимости от фактической деятельности. Кроме того, штрафы оплачиваются постфактум, что снижает стимулирующий эффект.
Глава Центра ответственного природопользования Института географии РАН Евгений Шварц и эксперт Международного центра устойчивого энергетического развития под эгидой ЮНЕСКО Михаила Юлкин отмечают, что на мировом уровне торговля углеродными квотами вызывает сомнения в своей эффективности даже для адаптации к глобальному изменению климата, и тем более не может стать эффективной мерой по борьбе с его изменением. Кроме того, является сложным вопрос взаимодействия внутреннего и внешнего рынков. Например, первая сделка на внутреннем рынке России в 2022 году касалась продажи 20 из 96 углеродных единиц, выпущенных солнечной электростанцией на острове Итуруп.
В то же время крупные проекты, такие как переработка побочных продуктов нефтехимии на «Запсибнефтехиме» СИБУРа (3 млн тонн CO2-эквивалента) и продажа переработанного попутного газа компанией «Березкагаз», обходят российский реестр углеродных единиц, предпочитая выход на международный рынок.

### Улавливание и связываниеCO2
Одной из технологий улавливания и связывания углекислого газа являются карбоновые фермы — специально высаженные леса, плантации растений и сельскохозяйственные угодья. Эти территории используют агротехнологии, которые позволяют не только производить продукцию, но и эффективно «закачивать» углерод из атмосферы в почву или древесину для длительного хранения. В феврале 2021 года в России был запущен пилотный проект по созданию карбоновых полигонов в ряде регионов. Такие полигоны разрабатываются совместно с университетами и научными организациями. На Сахалине оператором полигона, охватывающего морскую экосистему залива Анива, выступил Сахалинский государственный университет (СахГУ), а его партнёрами стали крупные компании, включая «Сахалин Энерджи».
Однако эксперты указывают на проблемы в реализации подобных проектов. Например, планируемый карбоновый полигон в Поронайском районе вызывает критику из-за выбранной территории — верхового болота, которое уже является естественным улавливателем углерода. Высадка 20 млн саженцев лиственницы может нарушить торфяной слой, что приведёт к разложению органических материалов и, как следствие, увеличению выбросов парниковых газов. Кроме того, минеральный состав почвы и высокая влажность делают эту территорию непригодной для лиственницы, из-за чего деревья будут низкорослыми и с ограниченной способностью поглощать CO2.

## Промежуточные итоги
На конец 2022 года доля электроэнергии, производимой из возобновляемых источников, составляла лишь 0,5 %. К концу 2024 года этот показатель вырос до 2 %, что значительно ниже запланированных 15-28 % к 2025 году).
Для снижения загрязнения воздуха предполагается перевести более 98 тыс. единиц техники на газ. Однако к концу 2022 года было переоборудовано лишь 2558 единиц. Эксперты считают эту меру сомнительной: серийного производства газомоторных автомобилей в России нет, переоборудование дорого и связано с риском взрывов, особенно при эксплуатации на разбитых дорогах. Аналогичные проблемы сопровождают планы по увеличению числа электромобилей. Несмотря на запланированный рост парка электрокаров, на конец 2022 года в Сахалинской области насчитывалось всего 309 таких автомобилей, а зарядная инфраструктура была крайне ограниченной — 500 станций, из которых лишь 35 были «быстрого» типа. Эксперты выражают сомнения в эффективности электромобилей в суровых климатических условиях региона.
В 2022 году в регионе продолжали функционировать нефтеловушки, шламонакопители и мусорные полигоны открытого типа, которые нарушают природоохранное законодательство. Например, мусоросортировочный полигон «Известковый», введённый в эксплуатацию в том же году, может обработать лишь 15 % коммунальных отходов Южно-Сахалинска и прилегающих населённых пунктов. При этом он работает с нарушениями, а его стоки загрязняют озеро Тунайча, региональный памятник природы и второе по размеру озеро острова. Остальной мусор складируется на открытой свалке в городской черте, которую должны были ликвидировать ещё в 2013 году по решению суда.
Ещё одним противоречием целям эксперимента стал проект по лесопереработке в посёлке Тымовское, где планируется вырубать до 1,2 млн кубометров растительности ежегодно. Экологи считают, что это приведёт к экологической катастрофе, снижению естественного поглощения углерода и фактически противоречит задачам эксперимента.
В ноябре 2024 года на климатической конференции COP29 представитель госкорпорации ВЭБ.РФ Андрей Клепач заявил, что с начала эксперимента в сентябре 2022 года выбросы CO2 на Сахалине сократились вдвое — с 1,367 млн тонн до 732 тыс. тонн.

## Проблемы и критика

### Критика со стороны крупного бизнеса
Представители крупного бизнеса и Российского союза промышленников и предпринимателей (РСПП) подвергли критике проект Сахалинского эксперимента. Они предложили отказаться от квот на выбросы и платы за их превышение, а также рекомендовали не подключать другие регионы до получения «объективных положительных результатов» от пилотного проекта на Сахалине. В РСПП выразили опасения, что реализация эксперимента может привести к росту тарифов на электроэнергию для предприятий в полтора раза. В качестве альтернативы предлагалось либо полностью отказаться от квотирования, либо предусмотреть исключения для отдельных отраслей.

### Критика экспертного сообщества
Эксперты указывают на ряд недостатков в утверждённой программе эксперимента. По данным мониторинга Института глобального климата и экологии (ИГКЭ), 33 % парниковых газов, выбрасываемых в регионе, составляютфугитивные (летучие) выбросы, возникающие при переработке и транспортировке угля, нефти и природного газа. Однако программа эксперимента не предусматривает мер для борьбы с этим значительным источником эмиссий.
Также критику вызывает ограниченная реализация проектов, связанных с водородным топливом, которое, по мнению экспертов, имеет большой потенциал для Сахалина, особенно в контексте растущего спроса в Японии, Южной Корее и Китае. По состоянию на июль 2024 года, был введён в эксплуатацию только один опытный водородный полигон, мощности которого хватает лишь для небольших населённых пунктов и мобильных систем генерации электроэнергии. Масштабные проекты, такие как запуск водородных поездов для пассажирских перевозок, неоднократно переносились: сначала на 2025 год, а затем на 2028 год. Это вызывает сомнения в сроках и успешности внедрения водородных технологий в рамках эксперимента.